# خوسيه بوستامينت (لاعب كرة قدم)
خوسيه بوستامينت (بالإسبانية: José Bustamante)‏ هو لاعب كرة قدم بيروفي، ولد في 15 يناير 2000 في ليما في بيرو.

## وصلات خارجية
- خوسيه بوستامينت (لاعب كرة قدم) على موقع Soccerway.com (الإنجليزية)